# Жарново-Третє
Жарново-Третє (пол. Żarnowo Trzecie) — село в Польщі, у гміні Августів Августівського повіту Підляського воєводства.
Населення — 234 особи (2011).
У 1975-1998 роках село належало до Сувальського воєводства.

## Демографія
Демографічна структура станом на 31 березня 2011 року:
|          | Загалом | Допрацездатний вік | Працездатний вік | Постпрацездатний вік |
| -------- | ------- | ------------------ | ---------------- | -------------------- |
| Чоловіки | 121     | 27                 | 78               | 16                   |
| Жінки    | 113     | 22                 | 67               | 24                   |
| Разом    | 234     | 49                 | 145              | 40                   |